# S.V. Zulte Waregem
S.V. Zulte Waregem là một câu lạc bộ bóng đá Bỉ đặt trụ sở tại Waregem, West Flanders. S.V. Zulte Waregem là hợp nhất của 2 câu lạc bộ Zultse V.V. và K.S.V. Waregem năm 2001

## Thành tích
- Giải vô địch bóng đá hạng hai Bỉ:
  - Vô địch (1): 2004-05
- Cúp bóng đá Bỉ:
  - Vô địch (1): 2005-06
- Siêu cúp bóng đá Bỉ:
  - Hạng nhì (1): 2006

## Đội hình
Tính đến 23 tháng 6,, 2015.
Ghi chú: Quốc kỳ chỉ đội tuyển quốc gia được xác định rõ trong điều lệ tư cách FIFA. Các cầu thủ có thể giữ hơn một quốc tịch ngoài FIFA.
| Số | VT | Quốc gia               | Cầu thủ                                  |
| -- | -- | ---------------------- | ---------------------------------------- |
| 1  | TM | Bỉ                     | Sammy Bossut                             |
| 2  | HV | Pháp                   | Cédric D'Ulivo                           |
| 3  | HV | Cộng hòa Congo         | Marvin Baudry                            |
| 4  | HV | Pháp                   | Abdou Diallo (cho mượn từ Monaco)        |
| 5  | HV | Bỉ                     | Bryan Verboom                            |
| 6  | HV | Cộng hòa Dân chủ Congo | Joël Sami                                |
| 7  | TĐ | Sénégal                | Mame Thiam (cho mượn từ Juventus)        |
| 8  | TV | Đan Mạch               | Jesper Jørgensen                         |
| 9  | TĐ | Sénégal                | Mbaye Leye                               |
| 10 | TV | Bỉ                     | Steve De Ridder (cho mượn từ Copenhagen) |
| 11 | TV | Bỉ                     | Stephen Buyl                             |
| 15 | TĐ | Bỉ                     | Jonathan Benteke                         |

| Số | VT | Quốc gia | Cầu thủ                           |
| -- | -- | -------- | --------------------------------- |
| 20 | HV | Pháp     | Formose Mendy                     |
| 22 | TM | Bỉ       | Kenny Steppe                      |
| 23 | TV | Bỉ       | Christophe Lepoint                |
| 24 | HV | Bỉ       | Karel D'Haene                     |
| 25 | TM | Bỉ       | Louis Bostyn                      |
| 26 | TV | Anh      | Chuks Aneke                       |
| 29 | TV | Bỉ       | Alessandro Cordaro                |
| 33 | TV | Bỉ       | Sebastiaan Brebels                |
| 34 | TV | Bỉ       | Onur Kaya                         |
| 35 | TV | Maroc    | Karim Essikal                     |
| 42 | TĐ | Bỉ       | Nikola Storm (cho mượn từ Brugge) |
| 43 | TV | Bỉ       | Charni Ekangamene                 |